# Nuyorican
Nuyorican – Kofferwort aus New York und (Puerto) Rican – ist die Bezeichnung für die Angehörigen der kulturellen Diaspora von Puerto Ricanern in und um New York City und für deren Nachkommen. Ihre Zahl wird heute mit rund 1,1 Millionen angegeben.
Der Schriftsteller Jesús Colón (1901–1974) gilt als Vater der nuyoricanischen Bewegung. Der puerto-ricanische Dichter, Journalist und politische Aktivist Clemente Soto Vélez ließ sich in den 1940er Jahren in New York nieder. International bekannter wurde die Personenbezeichnung, als Miguel Algarin 1975 in New York den um ihn entstandenen Literaturzirkel von seiner Wohnung in ein angemietetes Irish Pub verlegte und dieses „Nuyorican Poets Cafe“ genannt wurde. In diesem Jahr erschien von dort ausgehend auch Miguel Algarin, Pedro Pietri, und Miguel Piñeros Buch Nuyorican Poetry. An Anthology of Puerto Rican Words and Feelings. Diese Kulturinstitution ist später in die Alphabet City umgezogen. Über die Jahre hinweg entstand auf diese Weise ein multiethnisches Kulturzentrum, das als Zentrum der Nuyorican-Kunstbewegung gilt.
Die in Deutschland bekanntesten Schriftstellerinnen, die sich zu den Nuyoricans zählen, sind Giannina Braschi (Empire of Dreams) und Julia de Burgos (Yo misma fui mi ruta). Hinzu kommt auch der Poetry-Slammer Emanuel Xavier. Bei den Theater- und Filmschaffenden werden unter anderen René Marqués, Míriam Colón, Giannina Braschi, und Lin-Manuel Miranda genannt.
Im Bereich der Musik zählen Tito Puente (Oye como va), Ray Barretto (El Watusi), Willie Bobo (Spanish Grease), Kenny Dope (Masters at Work; Project „Nuyorican Soul“), das Duo Richie Ray und Bobby Cruz, die Brüder Charlie und Eddie Palmieri, Willie Colón, Tony Touch, Hilton Ruiz, La India und Joe Cuba zu den Nuyoricanern. Zu den nuyoricanischen Rappern gehören unter anderen Big Pun, Chino XL, Fat Joe, Jim Jones, Joell Ortiz, Kevin Gates, Lloyd Banks, N.O.R.E. und Thirstin Howl III.
Der Nuyoricaner Nicky Cruz wurde als Anführer einer New Yorker Gang mit Namen The Mau-Maus bekannt, hat sich von dieser kriminellen Vergangenheit losgesagt und lebt heute als christlicher Prediger in Colorado.
Des Weiteren sehen sich die Richter Edwin Torres und Sonia Sotomayor als Vertreter dieser Volksgruppe.
Das Museum El Museo del Barrio hat einen seiner Schwerpunkte auf der Kultur der nuyoricanischen Bewegung.
Laurie Collyer drehte 2000 den Dokumentarfilm Nuyorican Dream
Eine der in New York City gesprochenen Varianten des Puerto Rican English ist auch als Nuyorican English bekannt.